# Anti Tour
L'Anti Tour è un tour musicale della cantante Kylie Minogue, svoltosi in Australia e nel Regno Unito tra marzo e aprile 2012. Rispetto ai precedenti tour della cantante, questo show, è molto più intimo e la cantante esegue una scaletta particolare composta da B-sides, Demo e rarità, mai eseguiti prima dal vivo. I biglietti per le date inglesi, vennero venduti in un solo minuto, come anche per quelle australiane.

## Scaletta
1. Magnetic Electric (bonus da X)
2. Made in Heaven (b-side di Je Ne Sais Pas Pourquoi)
3. Cherry Bomb (b-side di Wow e In My Arms)
4. B.P.M. (b-side di I Believe in You)
5. Mighty Rivers (bonus da Aphrodite)
6. I'm Over Dreaming (Over You) (dall'album Enjoy Yourself, b-side di Better the Devil You Know)
7. Always Find the Time (dall'album Rhythm of Love)
8. You're the One (demo di Impossible Princess)
9. Tightrope (bonus da Fever, B-side di In Your Eyes)
10. Paper Dolls (b-side di Spinning Around)
11. Stars (dall'album X)
12. Drunk (dall'album Impossible Princess)
13. Say Hey (dall'album Impossible Princess)
14. Too Much (dall'album Aphrodite)
15. Bittersweet Goodbye (dall'album Light Years)
16. Disco Down (dall'album Light Years)
17. I Don't Need Anyone (dall'album Impossible Princess)
18. Got to Be Certain (da Kylie)
19. Things Can Only Get Better (dall'album Rhythm of Love, b-side di What Kind of Fool (Heard All That Before))
20. That's Why They Write Love Songs (demo di X)
21. Tears on My Pillow (dall'album Enjoy Yourself)
22. Enjoy Yourself (dall'album Enjoy Yourself)

## Registrazioni e broadcasting
L’Anti Tour è la prima tournée della Minogue a non essere stata commercializzata né in formato video né audio. Tuttavia, il concerto di Melbourne è stato registrato professionalmente e alcune canzoni rese disponibili sul canale ufficiale YouTube della cantante, come parte della serie K25. Tra queste figurano: Tightrope, Cherry Bomb e Bittersweet Goodbye. Sono inoltre state diffuse le clip delle prove dello spettacolo, tra le quali quella di Disco Down.

## Date
| Data                        | Città      | Paese       | Luogo                | Biglietti venduti / Disponibili | Incasso  |
| Oceania                     | Oceania    | Oceania     | Oceania              | Oceania                         | Oceania  |
| --------------------------- | ---------- | ----------- | -------------------- | ------------------------------- | -------- |
| 18 marzo 2012 (doppio show) | Melbourne  | Australia   | Palace Theatre       | -                               | -        |
| 20 marzo 2012 (doppio show) | Sydney     | Australia   | Big Top at Luna Park | -                               | -        |
| Europa                      |            |             |                      |                                 |          |
| 1º aprile 2012              | Manchester | Inghilterra | Manchester Academy   | 4,200 / 4,200                   | $411,876 |
| 2 aprile 2012               | Manchester | Inghilterra | Manchester Academy   | 4,200 / 4,200                   | $411,876 |
| 3 aprile 2012               | Londra     | Inghilterra | Hammersmith Apollo   | 5,055 / 5,055                   | $588,242 |